# Peter Nordin
Peter Nordin, född 9 augusti 1965, död 12 oktober 2020, var en svensk datorforskare, företagare och författare som har bidragit till artificiell intelligens, genetisk programmering, maskininlärning och evolutionär robotteknik. 

## Studier och tidig karriär
Peter Nordin avslutade sina civilingenjörstudier i datavetenskap och ingenjörsvetenskap vid Chalmers år 1988.
Nordin började sin forskning vid Infologics AB, Sverige. Hans arbete ledde till flera europeiska forskningsprojekt (ESPRIT), men  även projekt i maskininlärning (självständiga fordon) och metoder för AI-systemutveckling. Som en av de första forskarna i området började han sin forskning i genetisk programmering (GP) 1992. År 1993 startade han DaCapo AB, ett forsknings- och utvecklingsföretag. Han uppfann en metod för automatisk induktion av binär maskinkod som använder genetisk programmering, och har ägnat en stor del av sin forskning åt hur man producerar maskinkod med GP. 1997 var han med och grundade amerikanska RML Technologies, Inc. som var en av de första med kommersiell GP-programvara . Nordin tillbringade en stor del av 1995 och 1996 på University of Dortmund, där han avslutade sin doktorandutbildning . Vid universitet i Dortmund startade han forskning i evolutionär robotteknik  och visade för första gången att GP kan användas i realtid på nätet för styrning och kontroll  i robotsystem . 
1998 gav Nordin ut en lärobok om genetisk programmering. Han skapade ett sökmotorföretag 1999, Vill AB, samt ett AI-bolag för automatiserad support, och fick årets Sten Gustafsson-pris för entreprenörskap, som utfärdas av Kungliga Ingenjörsvetenskapsakademien .

## Robotar och kommersialisering av AI
Under 1998–2003 var han docent på Chalmers Complex Adaptive Systems (CAS). Där ledde han ett program för att övervaka byggandet av hundratals GP-baserade adaptiva fysiska robotar. Under denna tid startade han också Chalmers "Humanoid Project" som ledde till Sveriges första fullskaliga humanoidrobotar Elvis, Elvina, och Priscilla, som även visades i Tekniska museets utställning Robotics (maj 2003–februari 2007) Stockholm. Robotar från humanoidprojektet deltog även i RoboCup. Han grundade också det första europeiska företaget för humanoid teknik, det estniska företaget Europeiska humanoider OY.  Världens första flygande "flaxande" adaptiva ornithopter. Han skrev också den populärvetenskapliga boken "Humanoider: Självlärande Robotar och artificiell intelligens" . Enligt "citeseer" tillhör Nordins forskning de 200 mest citerade inom datalogi.